# Diogo Luis Santo
Diogo Luis Santo (* 26. Mai 1987 in São Paulo), genannt Diogo, ist ein ehemaliger brasilianischer Fußballspieler.

## Karriere

### Anfänge in Brasilien
In der Saison 2007 trug Diogo mit 18 Toren in 28 Spielen erheblich zum Aufstieg Portuguesas in die 1. Liga Brasiliens bei. Durch seine Tore und Leistungen wurde der Trainer der brasilianischen U20-Nationalmannschaft, Nelson Rodriguez, auf ihn aufmerksam und berief ihn in sein Team. Auch in der Saison 2008 bestätigte Diogo seine Form. Er schoss sechs Tore in 13 Spielen. Aus dem Grund nominierte ihn der brasilianische Nationalcoach Carlos Dunga für das olympische Fußballturnier 2008 in Peking. Verletzungsbedingt musste er jedoch die Teilnahme am Turnier absagen. Am 17. Spieltag der Saison 2008 absolvierte Diogo sein vorerst letztes Spiel für Portuguesa.

### Olympiakos Piräus
Olympiakos verhandelte fast zwei Monate mit Portuguesa, bevor Diogo am 17. August 2008 für 9.000.000 Euro Ablöse schließlich zu den Griechen wechselte. Sein Jahresgehalt betrug 1,5 Mio. Euro. Der Verein erwarb 70 % der Transferrechte. Die restlichen 30 % blieben bei seinem alten Verein Portuguesa. Schon am Flughafen von Athen versprach Diogo, Tore gegen den ewigen Rivalen Panathinaikos zu erzielen. Schnell wurde er mit der Legende Giovanni verglichen, der von 1999 bis 2005 für Olympiakos spielte. Durch sehr gute Leistungen in der griechischen Super League sowie im UEFA-Cup in den Spielen gegen Benfica Lissabon oder Hertha BSC, machte er internationale Spitzenclubs wie Chelsea, Inter Mailand, den AC Mailand oder den FC Liverpool auf sich aufmerksam. Diogos festgeschriebene Ablösesumme betrug 40 Mio. Euro. Im weiteren Verlauf konnte Diogo seine guten Leistungen jedoch nicht bestätigen. Er wurde in der Saison 2010/11 an den Flamengo Rio de Janeiro und in der Folgesaison an den FC Santos ausgeliehen. Der Brasilianer verließ, nachdem er auch nach seiner Rückkehr nicht zu überzeugen vermochte, den griechischen Klub 2013 endgültig Richtung Brasilien. Er kehrte zu seinem alten Verein Portuguesa zurück.

### Wechsel nach Asien
2015 ging er nach Asien. Hier schoss er sich in Thailand dem Erstligisten Buriram United an. Der Verein aus Buriram spielte in der höchsten Liga des Landes, der Thai Premier League. 2015, 2017 und 2018 feierte er mit dem Verein die thailändische Fußballmeisterschaft. 2015 und 2018 wurde er zum Spieler des Jahres gewählt. Torschützenkönig wurde er 2015 und 2018. 2015 schoss er für Buriram 33 Tore, 2018 traf er 34-mal ins Tor. 2015 gewann der mit Buriram den Thai FA Cup. Das Endspiel gegen Muangthong United gewann man mit 3:1. Im gleichen Jahr gewann er auch den Thai League Cup. Das Finale gegen den Sisaket FC gewann man mit 1:0. 2016 gewann man ebenfalls den Thai League Cup. Aufgrund des Todes von König Bhumibol Adulyadej wurde der Wettbewerb 2016 nach dem Halbfinale abgebrochen und beiden Finalisten, Buriram und Muangthong United, wurde der Titel zugesprochen. Anfang 2019 wechselte er nach Malaysia, wo er sich dem Johor Darul Ta’zim FC aus Pasir Gudang anschloss. Mit dem Verein spielte er in der ersten Liga des Landes, der Malaysia Super League. 2019 und 2020 feierte er mit dem Verein die Meisterschaft. Im Dezember 2020 kehrte er nach Thailand zurück. Hier unterschrieb er einen Vertrag beim Erstligisten BG Pathum United FC.  Nach einer überragenden Saison 2020/21 wurde er mit BG am 24. Spieltag mit 19 Punkten Vorsprung thailändischer Fußballmeister. Am 1. September 2021 gewann er mit BG den Thailand Champions Cup. Das Spiel gegen den FA-Cup-Gewinner Chiangrai United im 700th Anniversary Stadium in Chiangmai gewann man mit 1:0. Ein Jahr später, am 6. August 2022, gewann er zum zweiten Mal mit BG den Champions Cup. Das Spiel gegen den Meister Buriram United wurde mit 3:2 gewonnen. Nachdem sein Vertrag am 8. November 2022 aufgelöst wurde, schloss er sich knapp zwei Monate später erneut dem Johor Darul Ta’zim FC in der Malaysia Super League an. Am Ende der Saison 2023 feierte er mit dem Verein seine dritte Meisterschaft und beendete kurze Zeit später seine aktive Karriere.

## Erfolge
Olympiakos Piräus
- Super League: 2008/09, 2011/12, 2012/13
- Griechischer Fußballpokal: 2008/09, 2011/12

FC Santos
- Copa Libertadores: 2011
- Staatsmeisterschaft von São Paulo: 2011

Buriram United
- Thailändischer Pokalsieger: 2015
- Thailändischer Meister: 2015, 2017, 2018
- Thailändischer Ligapokalsieger: 2015, 2016
- Kor Royal Cup: 2015, 2016

Johor Darul Ta’zim FC
- Malaysischer Meister: 2019, 2020, 2023

BG Pathum United FC
- Thailändischer Meister: 2021
- Thailändischer Supercup-Sieger: 2021,  2022

## Auszeichnungen
Thai Premier League/Thai League
- Spieler des Jahres: 2015, 2018
- Torschützenkönig 2015 – 33 Tore
- Torschützenkönig 2018 – 34 Tore